# Feketeerdő
Feketeerdő (vyslovováno [fekete-erdé], německy Schwarzwald, slovensky Čierny Les) je obec v Maďarsku v župě Győr-Moson-Sopron, spadající pod okres Mosonmagyaróvár. Nachází se na Malém Žitném ostrově, asi 8 km severně od Mosonmagyaróváru, 46 km severozápadně od Győru a 171 km severozápadně od Budapešti. V roce 2015 zde žilo 674 obyvatel. Název v překladu znamená černý les.
Obcí prochází vedlejší silnice 1408, která ji spojuje s městem Mosonmagyaróvár na jihu a obcí Dunakiliti na severu. Obec je obklopena meandry řeky Mosoni-Duna (rameno Dunaje). Nachází se zde katolický kostel Narození Panny Marie.
Až pětina obyvatel je slovenské národnosti, Slováci v obci žijí a za prací dojíždí např. do Bratislavy.

## Sousední obce
| Růžice kompasu | Bezenye    | Dunakiliti      |         | Růžice kompasu |
| Růžice kompasu | Sever      |                 |         | Růžice kompasu |
| Růžice kompasu | Feketeerdő |                 |         | Růžice kompasu |
| Růžice kompasu | Jih        |                 |         | Růžice kompasu |
| Růžice kompasu |            | Mosonmagyaróvár | Halászi | Růžice kompasu |